# AGT対応
理論物理学において、AGT対応 (AGT correspondence) は、2次元リウヴィル場理論のVirasoro共形ブロックと4次元構文解析に失敗 (SVG（ブラウザのプラグインで MathML を有効にすることができます）: サーバー「http://localhost:6011/ja.wikipedia.org/v1/」から無効な応答 ("Math extension cannot connect to Restbase."):): {\displaystyle \mathcal{N}=2}
超対称SU(2)ゲージ理論のインスタントン分配関数が一致するという関係である。この関係は超弦理論から現れる双対性の一種であり、この2つの理論は6次元 (2,0)-超共形場理論をそれぞれ別の曲面上へコンパクト化することで得られる。この関係は、アルダイ、ガイオット、立川裕二により2009年に発見された。またこの関係は、W代数を対称性にもつ{\displaystyle A_{N-1}}型戸田場理論と4次元SU(N)ゲージ理論との間の関係や、変形Virasoro/W代数を対称性にもつ理論と5次元ゲージ理論との間の関係にも拡張され、またAGT対応が発見されて以来、そのアイデアは、3-次元理論の間の関係性の記述へも拡張されている。